# Mehmet Ali Demirtaş
Mehmet Ali Demirtaş (ur. 2 marca 1951 w Yayladere) – turecki zapaśnik walczący w stylu wolnym. Olimpijczyk z Monachium 1972, gdzie odpadł w eliminacjach w kategorii do 74 kg.
Zajął trzecie miejsce na mistrzostwach Europy młodzieży w 1970 roku